# Baniyas District
Baniyas District (arabiska: منطقة بانياس) är ett distrikt i Syrien.   Det ligger i provinsen Tartus, i den västra delen av landet, 180 kilometer norr om huvudstaden Damaskus.
Trakten runt Baniyas District består till största delen av jordbruksmark. Runt Baniyas District är det tätbefolkat, med 511 invånare per kvadratkilometer.